# 南疆公路大桥
38°58′11″N 117°43′05″E / 38.9696°N 117.718°E南疆公路大桥，建成于1996年，是天津市距离入海口最近的跨海河大桥。南疆公路大桥在初建时为双向三车道桥，但是主桥在加固后实际只能通行双向两车道，通行能力严重不足。2004年7月，天津港务局委托设计方进行南疆复线公路桥的设计工作，并定在南疆公路大桥北侧，修建南疆复线公路桥。